# Кумијана (Торино)
Кумијана (итал. Cumiana) је насеље у Италији у округу Торино, региону Пијемонт.
Према процени из 2011. у насељу је живело 5498 становника. Насеље се налази на надморској висини од 351 м.

## Становништво
| 1936. | 1951. | 1961. | 1971. | 1981. | 1991. | 2001. | 2011. |
| ----- | ----- | ----- | ----- | ----- | ----- | ----- | ----- |
| 4.934 | 4.609 | 4.348 | 5.664 | 5.984 | 6.182 | 6.846 | 7.825 |